# Eden (Mesopotamien)

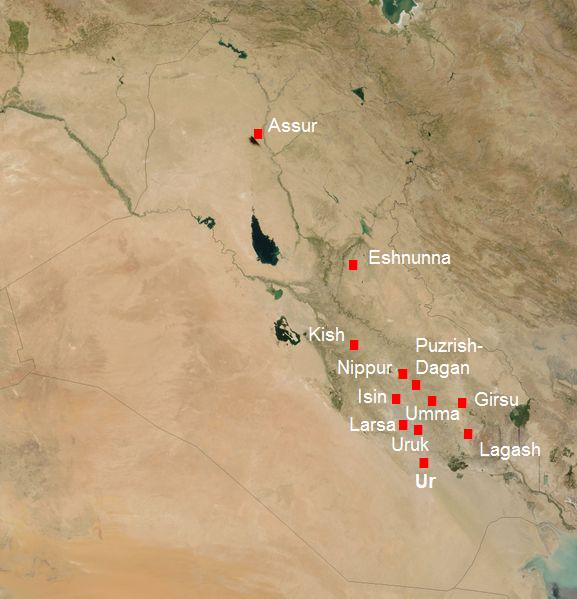
Mesopotamische Städte

Eden (sumerisch edin; babylonisch seru) ist die sumerische Bezeichnung für Steppe sowie Regionen in der Unterwelt und ist Namensbestandteil der Gottheit Ninedena. Insbesondere war mit Eden das Grünland der domestizierten Tiere gemeint. Die Erweiterung An-Edena (Himmels-Steppe/Hohes Eden) war ein höher gelegener Landstrich in Sumer, dessen Bereich aus dem umschlossenen Gebiet der Städte Uruk, Larsa, Umma, Bad-tibira und Zabalam bestand.
Bekannt ist diese Landbezeichnung aus dem Grenzkonflikt zwischen Lagaš und Umma (Lagaš-Umma-Krieg), in welchem es um das Gebiet Gu-Edena (Rand der Steppe) ging. Inhalt des Streits war die Nutzung der seltenen Weidegebiete und einer wichtigen Wasserquelle am Rand der Steppe. Mesilim war damaliger oberster Herr der beiden Städte und wurde als Schlichter berufen. Der Streit konnte jedoch nicht dauerhaft beigelegt werden und überdauerte Generationen. Lu-Gal Zagesi, der König vom Umma, zerstörte zwischenzeitlich wegen des Konflikts im 24. Jahrhundert v. Chr. die Stadt Lagasch. Die Rivalität um dieses Grüngebiet endete erst im Reich von Akkad.
Im Zusammenhang der Göttinnen Geštinanna und Nin-sigar-edena (Herrin des Steppenriegels) wird in Texten der Ur-III-Zeit ein unterweltliches Steppengebiet namens Arali genannt, das bezüglich Dumuzis Aufenthalt in der Unterwelt erwähnt wurde.
Die sumerische Bezeichnung Gu-an Eden bedeutet sinngemäß Himmlische Randsteppe/Himmlischer Steppenrand/Himmlische Grenzsteppe/Steppe bzw. Grüngebiet am Rand des Himmels und zeigt Ähnlichkeiten zum hebräischen Begriff גן עדן Gan Eden (Garten Eden).